# Überflüssig
Überflüssig ist eine 1996 von Joscha Schmottlach (Musiker/Schauspieler) gegründete Fun-Punk-Band aus Herne. Das Duo veröffentlichte mehrere Alben, Singles und Sampler.

## Geschichte
Zu den Gründungsmitgliedern zählen Frau B. Linddarm (E-Bass, von 1996 bis 2000), Arthur (Schlagzeug von 1996 bis 1999) und Joscha Schmottlach, der die Gitarre spielt, singt, Lieder schreibt, sowie für die Bass-Aufnahmen bei den Platten (seit 2000) verantwortlich ist. Von 1999 bis 2001 bediente Samson das Schlagzeug, von 2001 bis April 2015 Alex, Joschas Bruder. Von Juni 2015 bis Januar 2018 war Makke als Aushilfe am Schlagzeug angestellt. Seit Januar 2018 ist NikGrau Schlagzeuger während die Position am Bass unbesetzt blieb. Joscha Schmottlach erfand mit dem Album In Ihrem Abonnement enthalten (2018) das Musikgenre „TrashPop-Punkrock“.
Coronabedingt gründete Bandmitglied Joscha sein eigenes Label namens Röhlinghausen Records und veröffentlichte über den Vertriebspartner (Bellaphon Records) die Alben Das Phantom der Opfer und Viren, Pilze und Bakterien (Best of 1996-2021).

## Medienpräsenz
Im Fernsehen wurden Überflüssig von Tobias Schlegl Viva (Das jüngste Gericht, 2003) und Uta Fußangel vorgestellt. Die Band war in Frühstücks- und Late-Night-Shows auf WDR, HR, RTL, NRW.TV und SWR. In der RTL-Seifenoper Unter uns trat sie 2008 auf, nachdem sie mit der Schauspielerin Olivia Klemke ein Cover des Liedes Im Wagen vor mir aufgenommen hatte. Mit dem Album Das Phantom der Opfer (2021) schaffte es die Band in die Hörfunksender WDR 2, MDR und HR.
Von der fünf Lieder umfassenden EP Love, Peace and Pleasure aus dem Jahr 2023 wurden On the way (seeking of tranquility) und Go for a walk (The Ballad of Maya Hawke) in Radiosendungen in den USA, England, Frankreich, Spanien, Italien und Australien gespielt. Die EP soll zur Unterstützung der LGBTQ-Gemeinschaft dienen und ist auf 500 Vinyl-Platten limitiert.

## Diskografie
- 2000: Totengräber Boogie (CD, Schlecht & Schwindlig, Highdive Records)
- 2001: Narrenfreiheit (CD, Schlecht & Schwindlig, Highdive Records)
- 2005: Ist nur Spass, Baby (CD/Digital, Bellaphon)
- 2006: Wir kommen noch früh genug zu spät (CD/Digital, Bellaphon)
- 2008: Kapitel 5 (CD/Digital, Bellaphon)
- 2011: Live (CD, Yellow Snake Records)
- 2012: Tür zu, hier kommt Lärm (CD/Digital, Yellow Snake Records)
- 2017: Gegen Nazis (Vinyl–12"-EP, Hörsturzproduktion)
- 2017: Seltsamageddon (CD/Digital/MC, Yellow Snake Records)
- 2018: In Ihrem Abonnement enthalten (CD/LP/Digital, Röhlinghausen Records, Rock Zone Records)
- 2021: Das Phantom der Opfer (CD/Digital/MC/Fanbox, Bellaphon, Röhlinghausen Records)[11]
- 2022: Viren, Pilze und Bakterien (Best of 1996 - 2021) (LP mit CD-Bundle/LP/MC/Digital, Bellaphon, Röhlinghausen Records)[12]
- 2023: Love, Peace and Pleasure (5 Song EP – English, 7"-Vinyl und Digital, Röhlinghausen Records)[13][14]